# 西4丁目-ワシントン・スクエア駅
西4丁目-ワシントン・スクエア駅（にし4ちょうめ-ワシントン・スクエアえき、英: West Fourth Street–Washington Square）はニューヨーク市地下鉄IND6番街線とIND8番街線の乗換駅である。マンハッタン区グリニッジ・ヴィレッジの西4丁目と6番街の交差点に位置し、A系統・D系統・E系統・F系統が終日、B系統とM系統が平日のみ、C系統が深夜を除く終日停車する。

## 歴史
この駅は1932年9月10日にINDの路線として初めて開通したIND8番街線のチェンバーズ・ストリート駅 - ワシントンハイツ-207丁目駅間で開業した28駅の内の1駅である。開業時は8番街線ホームのみが使用されており、下層階の6番街線ホームの使用は1940年12月から開始された。この時はまだ緩行線のみであり急行線ホームの使用は1967年11月27日より開始された。
INDの計画者はIND第2路線網にて計画されていたブルックリン区ウィリアムズバーグの南4丁目駅（ブロードウェイ駅に隣接を予定していた）との混同が起きると考え、当駅の駅名を「4丁目-ワシントン・スクエア駅」ではなく「西4丁目-ワシントン・スクエア駅」とした。
| IND8番街線ホーム（1枚目）とIND6番街線ホーム（2枚目） |  | IND8番街線ホーム（1枚目）とIND6番街線ホーム（2枚目） |
| IND8番街線ホーム（1枚目）とIND6番街線ホーム（2枚目） |  |                                                      |

## 駅構造
| G                | 地上階                                   | 出入口 |
| B1               | 改札階                                   | 改札口、駅員詰所、メトロカード自動券売機 （6番街-3丁目交差点の北東角にエレベーターあり） |
| B2 8番街線ホーム | 北行緩行線                               | ← 深夜のみ：207丁目駅行き（14丁目/8番街駅） ← 168丁目駅行き（14丁目/8番街駅） ← ジャマイカ・センター駅行き（14丁目/8番街駅）                                                                               |
| B2 8番街線ホーム | 島式ホーム、到着番線に応じた側の扉が開く | |
| B2 8番街線ホーム | 北行急行線                               | ← 深夜を除く終日：207丁目駅行き（14丁目/8番街駅） |
| B2 8番街線ホーム | 南行急行線                               | → 深夜を除く終日：レファーツ・ブールバード駅、ファー・ロッカウェイ駅行き（キャナル・ストリート駅）→ 夕ラッシュ時：ロッカウェイ・パーク駅行き（キャナル・ストリート駅）→                                    |
| B2 8番街線ホーム | 島式ホーム、到着番線に応じた側の扉が開く | |
| B2 8番街線ホーム | 南行緩行線                               | → 深夜のみ：ファー・ロッカウェイ駅行き（スプリング・ストリート駅）→ ユークリッド・アベニュー駅行き（スプリング・ストリート駅）→ ワールド・トレード・センター駅行き（スプリング・ストリート駅）→            |
| B3               | 連絡通路                                 | 8番街線・6番街線の乗換および南北ホームの乗換通路 |
| B4 6番街線ホーム | 北行緩行線                               | ← ジャマイカ-179丁目駅行き（14丁目/6番街駅） ← 平日：フォレスト・ヒルズ-71番街駅行き（14丁目/6番街駅） |
| B4 6番街線ホーム | 島式ホーム、到着番線に応じた側の扉が開く | |
| B4 6番街線ホーム | 北行急行線                               | ← ラッシュ時：ベッドフォード・パーク・ブールバード駅行き（34丁目-ヘラルド・スクエア駅） ← 平日日中：145丁目駅行き（34丁目-ヘラルド・スクエア駅） ← ノーウッド-205丁目駅行き（34丁目-ヘラルド・スクエア駅） |
| B4 6番街線ホーム | 南行急行線                               | → 平日：ブライトン・ビーチ駅行き（ブロードウェイ-ラファイエット・ストリート駅）→ ウェスト・エンド線経由コニー・アイランド駅行き（ブロードウェイ-ラファイエット・ストリート駅）→                            |
| B4 6番街線ホーム | 島式ホーム、到着番線に応じた側の扉が開く | |
| B4 6番街線ホーム | 南行緩行線                               | → カルバー線経由コニー・アイランド駅行き（ブロードウェイ-ラファイエット・ストリート駅）→ 平日：ミドル・ヴィレッジ-メトロポリタン・アベニュー駅行き（ブロードウェイ-ラファイエット・ストリート駅）→         |

この駅はマンハッタン区を通る主要な2つのIND路線の乗換駅として建設された。駅は2路線間の接続コンコースを備えた2層構造であり上層階をIND8番街線が、下層階をIND6番街線が使用し、各層2面4線、合計4面8線の構造である。全てのホームは島式ホームで、対面乗り換えが可能である。
改札口は駅の両端にあり、双方共に8番街線ホームに直接接続する。6番街線ホームへは階段やエレベーター、8番街線と6番街線の間の連絡通路経由で行くことができる。そのほかエスカレーターもいくつかあり8番街線ホームと6番街線ホームを移動することができる。ADAにあわせて2005年4月に追加されたエレベーターは両線のホームと連絡通路を結んでいる。

### 出入口

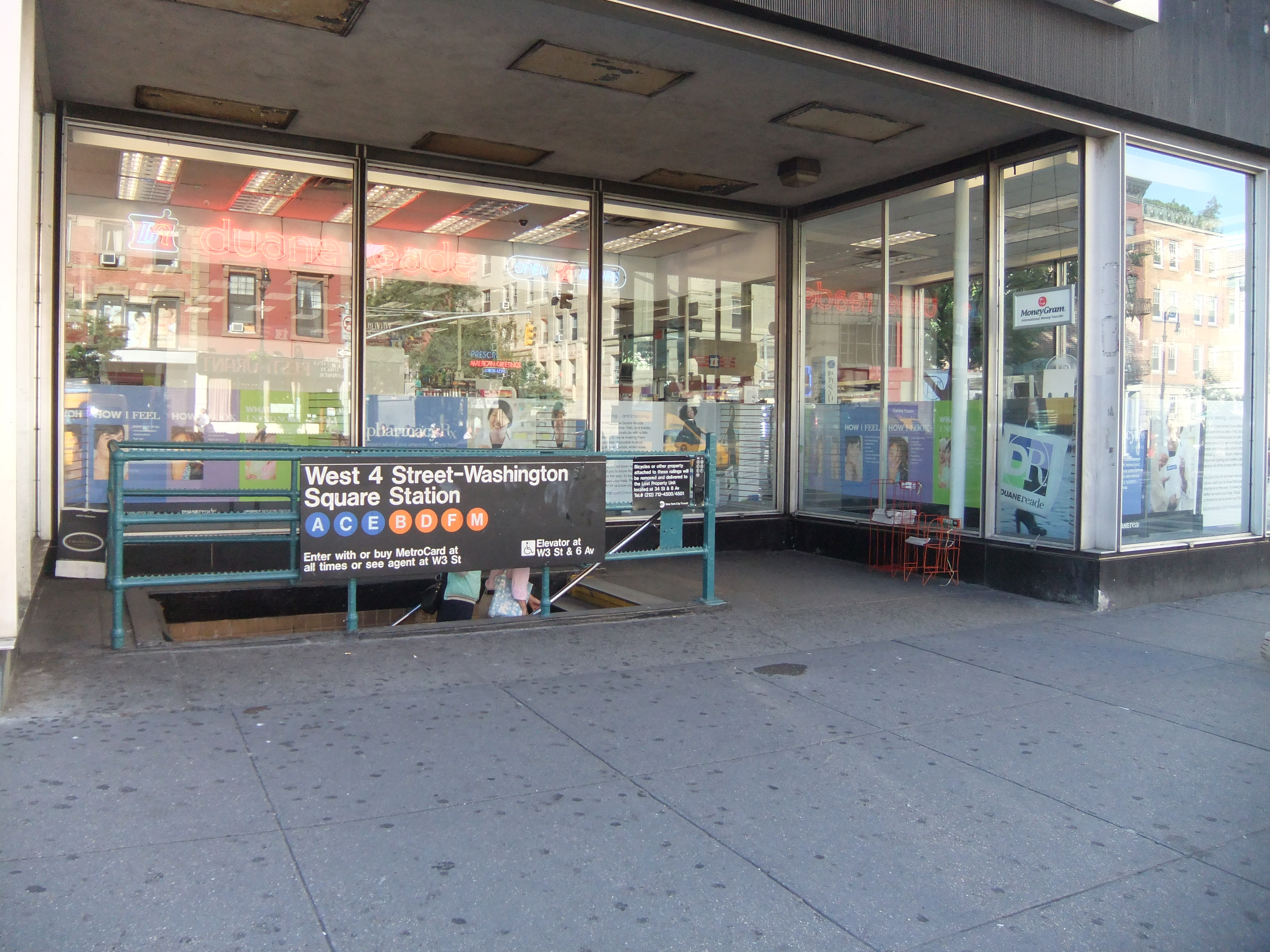
通りにある階段

駅には以前4丁目付近に出る出口があったが現在は閉鎖されている。また、駅の規模に対して出入口は5か所と非常に少ない。
- 階段1つ（建物内）、6番街とウェイバリー・プレイスの交差点北東[9]。
- 階段1つ（建物内）、6番街とウェイバリー・プレイスの交差点北西[9]。
- 階段1つ、6番街のウェイバリー・プレイスとの交差点と西8丁目との交差点の間東側[9]。
- エレベーター1機・階段1つ、6番街と西3丁目の交差点北東[9]。
- 階段1つ、6番街と西3丁目の交差点南西[9]。

閉鎖された出口は6番街と西4丁目の交差点に2つ、6番街とワシントン・プレイスの交差点に2つの計4つある。

## 駅周辺
- ワシントン・スクエア公園
- 西4丁目裁判所
- ウェスト・ヴィレッジ
- ニューヨーク大学